# Saint-Marcel-Campes
Saint-Marcel-Campes (okzitanisch: Sent Marcèl e Campas) ist eine französische Gemeinde mit 230 Einwohnern (Stand: 1. Januar 2022) im Département Tarn in der Region Okzitanien. Sie gehört zum Arrondissement Albi und zum Kanton Carmaux-2 Vallée du Cérou. 

## Geographie
Saint-Marcel-Campes liegt rund 23 Kilometer nordnordwestlich von Albi am Cérou. Umgeben wird Saint-Marcel-Campes von den Nachbargemeinden Lacapelle-Ségalar im Norden, Laparrouquial im Norden und Nordosten, Le Ségur im Nordosten, Salles im Osten, Livers-Cazelles im Süden, Cordes-sur-Ciel im Westen und Südwesten sowie Bournazel im Westen und Nordwesten.

## Bevölkerungsentwicklung
| Jahr                      | 1962 | 1968 | 1975 | 1982 | 1990 | 1999 | 2006 | 2013 |
| Einwohner                 | 192  | 148  | 234  | 231  | 244  | 222  | 240  | 209  |
| Quelle: Cassini und INSEE |      |      |      |      |      |      |      |      |

## Sehenswürdigkeiten

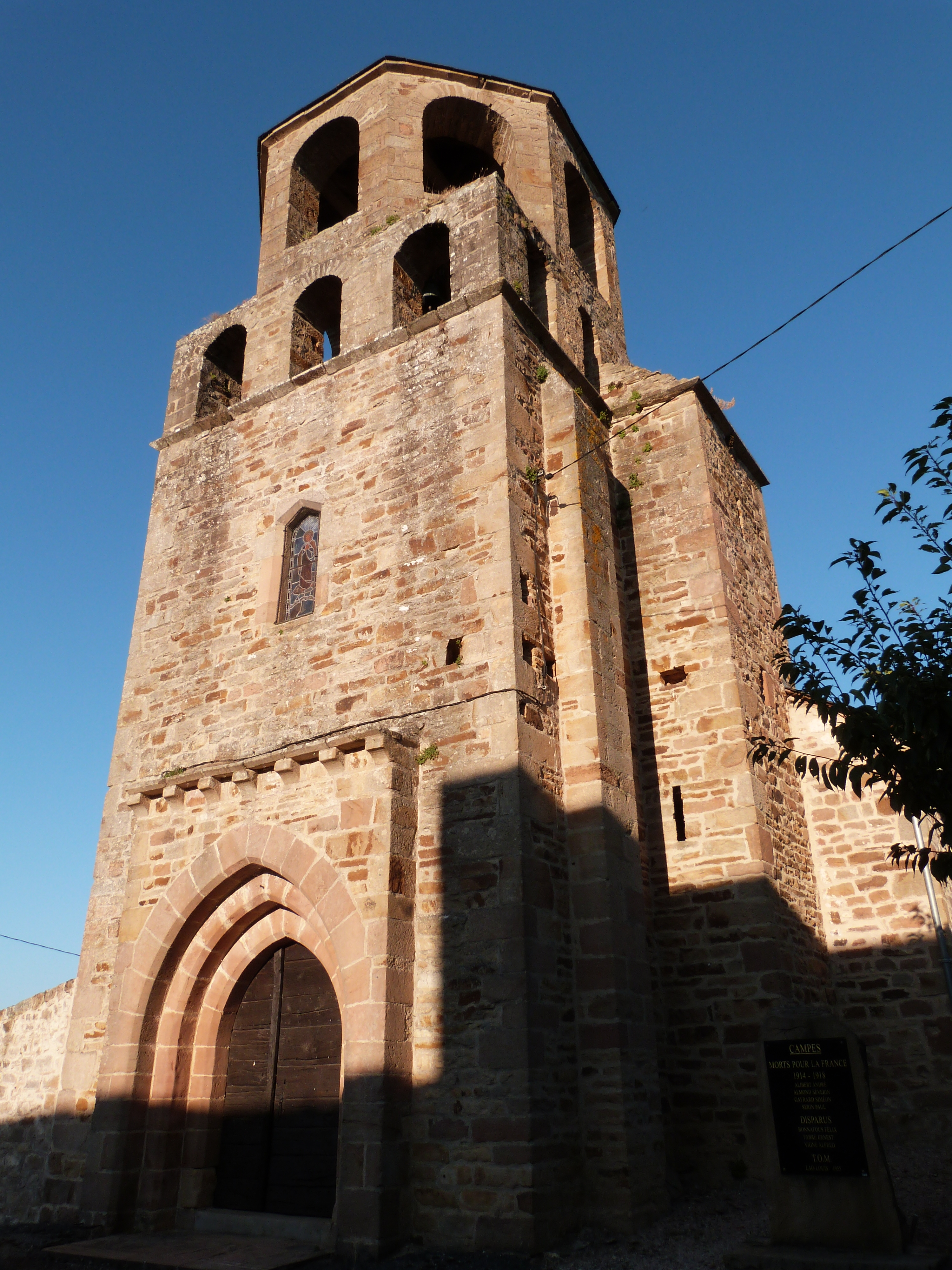
Kirche La Nativité-de-la-Vierge
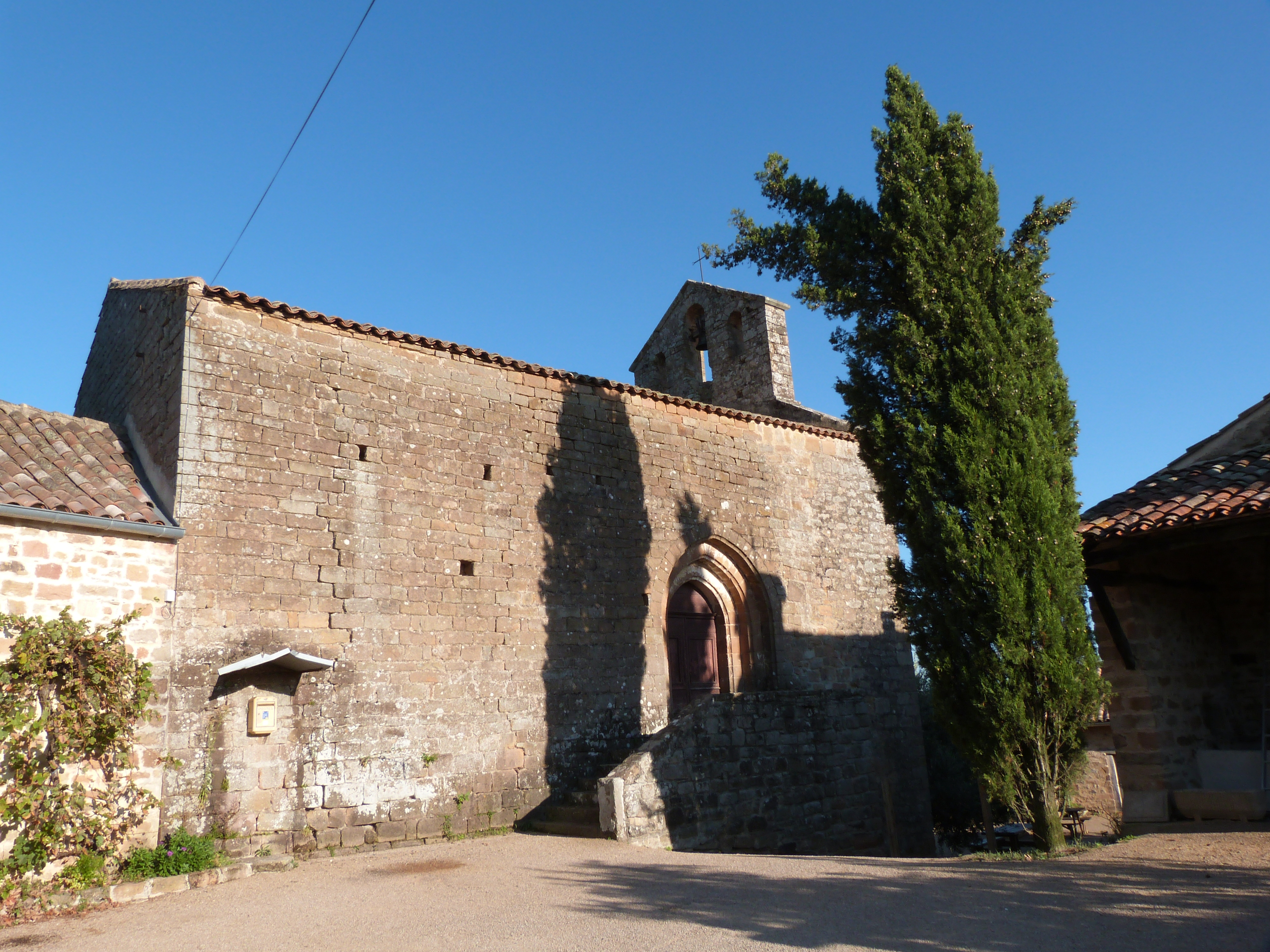
Kirche Saint-Michel

- Kirche La Nativité-de-la-Vierge
- Kirche Saint-Michel